# 파면 집합
조화해석학에서 파면 집합(波面集合, 영어: wavefront set)은 어떤 분포가 특이점을 갖는 위치 및 방향들의 집합이다. 특이점이 발생하는 위치들의 집합으로 정의되는 고전적 개념인 특이 지지 집합(영어: singular support)과 달리, 파면 집합은 특이점이 발생하는 위치뿐만 아니라 특이점이 일어나는 방향에 대한 정보를 담는다.

## 정의
{\displaystyle n}차원 매끄러운 다양체 {\displaystyle M} 위의 분포
{\displaystyle F\in {\mathcal {D}}'(M)}
가 주어졌다고 하자. 그렇다면, {\displaystyle F}의 {\displaystyle x\in M}에서의 특이올(영어: singular fiber)
{\displaystyle \Sigma _{x}F\subset T_{x}^{*}M}
은 다음과 같다.
{\displaystyle \xi \not \in \Sigma _{x}F\iff \exists \Gamma \ni x\exists \phi \forall N\in \mathbb {Z} ^{+}\colon \sup _{\xi \in \Gamma }\left({\widehat {\phi F}}(\xi )(1+|\xi |)^{N}\right)<\infty }
여기서
- {\displaystyle \exists \Gamma \ni x}는 {\displaystyle x}를 포함하는 열린 뿔 {\displaystyle \Gamma \subseteq T_{x}^{*}M}이 존재하는 것을 뜻한다.
- 뿔(영어: cone)이란 임의의 음이 아닌 실수 {\displaystyle \lambda }에 대하여, {\displaystyle \lambda }에 대한 곱에 대하여 닫혀 있는 집합이다.
- {\displaystyle \exists \phi }는 국소좌표계 {\displaystyle U} 위에 정의된, {\displaystyle \phi (x)\neq 0}인 콤팩트 지지 매끄러운 함수 {\displaystyle \phi \in {\mathcal {C}}_{0}^{\infty }(U)}가 존재함을 뜻한다.
- {\displaystyle {\widehat {}}}은 국소 좌표계에서의 푸리에 변환을 뜻한다.
- {\displaystyle |\xi |}는 적절한 리만 계량에 대한 노름이다. (이 정의는 리만 계량의 선택에 의존하지 않는다.)

특이올은 열린집합들의 합집합의 여집합이므로, {\displaystyle T_{x}^{*}M} 속의 닫힌집합이다.
{\displaystyle F}의 파면 집합
{\displaystyle \operatorname {WF} F\subset T^{*}M}
은 특이올들의 합집합이다.
{\displaystyle \operatorname {WF} F=\{(x,\xi )\in T^{*}M\colon \xi \in \Sigma _{x}F\}}
이는 항상 닫힌집합이다.

## 예

### 디랙 델타 분포
유클리드 공간 {\displaystyle \mathbb {R} ^{n}} 위의 디랙 델타 분포 {\displaystyle \delta (x)}를 생각하자. 디랙 델타 분포의 푸리에 변환은 상수 함수이며, 따라서 {\displaystyle x=0}에서는 어떤 방향에서도 특이올의 정의에 등장하는 추정이 성립하지 않는다. 따라서, 이 경우 파면 집합은
{\displaystyle \operatorname {WF} \delta =T_{0}^{*}\mathbb {R} ^{n}}
이다. 즉, 디랙 델타 분포는 원점에서 모든 방향으로 특이점을 가지며, 디랙 델타 분포의 거듭제곱은 잘 정의되지 않는다.
{\displaystyle \mathbb {R} } 위의 단위 계단 함수
{\displaystyle \theta (x)={\begin{cases}0&x<0\\1&x>0\end{cases}}}
의 파면 집합 역시
{\displaystyle \operatorname {WF} \theta =T_{0}^{*}\mathbb {R} }
이다.:Example 15 즉, 디랙 델타 분포의 파면 집합과 같다. 단위 계단 함수의 경우, 특이올의 정의에서 {\displaystyle N=1}인 경우 추정이 성립하지만, {\displaystyle N>1}일 경우 추정이 (어느 방향에서도) 성립하지 않는다.

### 1/x
{\displaystyle \mathbb {R} } 위에, 분포 {\displaystyle 1/(x+i\epsilon )}은 임의의 콤팩트 지지 매끄러운 함수 {\displaystyle f}에 대하여
{\displaystyle \langle u|f\rangle =-i\pi f(0)+\lim _{\epsilon \to 0^{+}}\int {\frac {f(x)-f(-x)}{x}}\,dx}
로 정의된다. (이 표기는 경로적분법을 따른 것이다.) 이 경우
{\displaystyle \operatorname {WF} 1/(x+i\epsilon )=\{(0,\xi )\colon \xi <0\}}
이다. 즉, {\displaystyle \left(1/(x+i\epsilon )\right)^{2}}는 잘 정의된다.

### 지시 함수
매끄러운 다양체 {\displaystyle M} 속에, 매끄러운 경계를 갖는 부분 집합 {\displaystyle \Omega \subset M}이 주어졌다고 하자. 그 위의 지시 함수 {\displaystyle \chi _{\Omega }}의 파면 집합은 다음과 같다.:Proposition 20
{\displaystyle \operatorname {WF} \chi _{\Omega }=\{(x,\xi )\colon x\in \partial \Omega ,\;\xi \perp \partial \Omega \}}

## 응용
일반적으로, 분포의 곱셈은 잘 정의될 수 없다. 그러나 파면 집합에 대한 적절한 조건이 성립한다면 두 분포의 곱을 정의할 수 있게 된다.:Theorem 13 구체적으로, 두 분포 {\displaystyle F,G\in {\mathcal {D}}'(M)}의 곱이 잘 정의되기 위한 충분 조건은
{\displaystyle \forall (x,\xi )\in T^{*}M\colon \lnot \left(\xi \neq 0\land (x,\xi )\in \operatorname {WF} F\land (x,-\xi )\in \operatorname {WF} G\right)}
이다. 즉,  두 분포의 특이 지지 집합이 겹치더라도, 특이점의 방향이 일치하지 않는다면 두 분포의 곱을 잘 정의할 수 있다.

## 역사
라르스 회르만데르가 1970년 경에 도입하였다.